# روبن هوليداي
روبن هوليداي (بالإنجليزية: Robin Holliday)‏ هو عالم وراثة بريطاني، ولد في 6 نوفمبر 1932، وتوفي في 9 أبريل 2014.